# Fuhlendorff og de skøre riddere
Fuhlendorff og de skøre riddere er underholdningsprogram fra 2022 med Christian Fuhlendorff som vært på TV 2 Zulu. I hvert program bliver to komikere sendt på et eventyr i en middelalderby kaldet Tapreløs i en fantasyverden.
Optagelserne foregik på Middelaldercentret ved Nykøbing Falster i efteråret 2021, og en del lokale blev brugt som statister. Navnet kommer fra Monty Pythons kultfilm Monty Python og de skøre riddere (1974).

## Format
De to deltagere mødes med Christian Fuhlendorf i almindeligt tøj foran byen Tapreløs. Han præsenterer dem for deres rolle og særlige evner.
Herefter træder de ind på kroen, Den Fedtede Makrel, hvor de mødes med spilmesteren (Fuhlendorf), der giver den en mission. På kroen sker et optrin, som giver dem mere information om missionen, og kromutteren (Høgsberg) hjælper dem ligeledes og tilbyder en belønning, når missionen er løst.
Duoen træder ud fra kroen og får hver en kæphest af en "dreng", der forklarer dem om de særlige egenskaber ved deres heste (f.eks. at den ene er meget hurtig, og den anden er halvt). De leder efter spor i Tapreløs og taler med forskellige personer.
Når missionen er løst mødes de igen med spilmesteren.
Undervejs krydsklippes med interviews med de to deltagere, der fortæller om de forskellige situationer de oplever.

## Medvirkende
- Christian Fuhlendorff - spilmester og vært
- Casper Harding - forskellige roller
- Lasse Rimmer - Præst
- Ane Høgsberg - kromutter
- Troels Malling Thaarup - Død mand
- Niels Olsen
- Julie Ølgaard[4] - forskellige roller
- Nicolas Bro - Borgmester Surmir Bulderbælg
- Kristian Fjord- forskellige roller
- Sanne Sol - forskellige roller

## Afsnit
| Afsnit nr. | Titel                     | Medvirkende                               | Beskrivelse | Original visningsdato |
| ---------- | ------------------------- | ----------------------------------------- | --- | --------------------- |
| 1          | De udøde vender tilbage   | Simon Talbot Mikkel Klint Thorius         | De to tapre riddere skal hjælpe Tapreløs, der bliver plaget af udøde. De møder en lydfølsom dværg, en suspekt præst og en graver der har begravet sin mand.                                                                                | 3. januar             |
| 2          | Den mystiske sygdom       | Torben Chris Mahamad Habane               | Folk i Tapreløs bliver syge, og de to helte skal finde ud af hvorfor. | 10. januar            |
| 3          | Cowrun i Tapreløs         | Anders Grau Eva Jin                       | Tapreløs plages af af drilske kvægtyve der skal stoppes. Først skal de dog hjælpe dyrevennen doktor Levermis, før de kan finde skurkene.                                                                                                   | 17. januar            |
| 4          | Hvem er bag borgmesteren? | Martin Nørgaard Natasha Brock             | Borgmesteren i Tapreløs opfører sig underligt. Mysteriet bringer dem ud på en farefuld færd med lede vagter, en vild flugt og en portal til en skyggeverden, før brikkerne falder på plads, og de kan tage kampen op mod de mørke kræfter. | 24. januar            |
| 5          | Den magiske pung          | Sofie Jo Kaufmanas Martin Johannes Larsen | De to helte skal få borgmesterens magiske pung til at virke igen. En rejse, der sender dem ud i både tidsrejser og sanseløs druk, inden de må tage opgøret med dæmonerne.                                                                  | 31. januar            |